# Grădina (localidad de Constanța)
Grădina (antiguamente Tocsof) es una localidad rumana de la comuna homónima, en el condado de Constanța.

## Toponimia
El nombre antiguo de la localidad puede encontrarse escrito con la grafía Tocsof. Pasó a llamarse Grădina.

## Historia
Hacia finales del siglo XIX, la localidad, que por entonces pertenecía al condado de Tulcea, formaba parte de la comuna homónima de Tocsof y tenía una población formada por búlgaros, turcos, tártaros y  rumanos.
En la segunda mitad del siglo XX había pasado a formar parte de la comuna homónima de Grădina, en el condado de Constanța. En el censo de 2021 la localidad tenía una población de 613 habitantes.